# 伯罗奔尼撒联盟

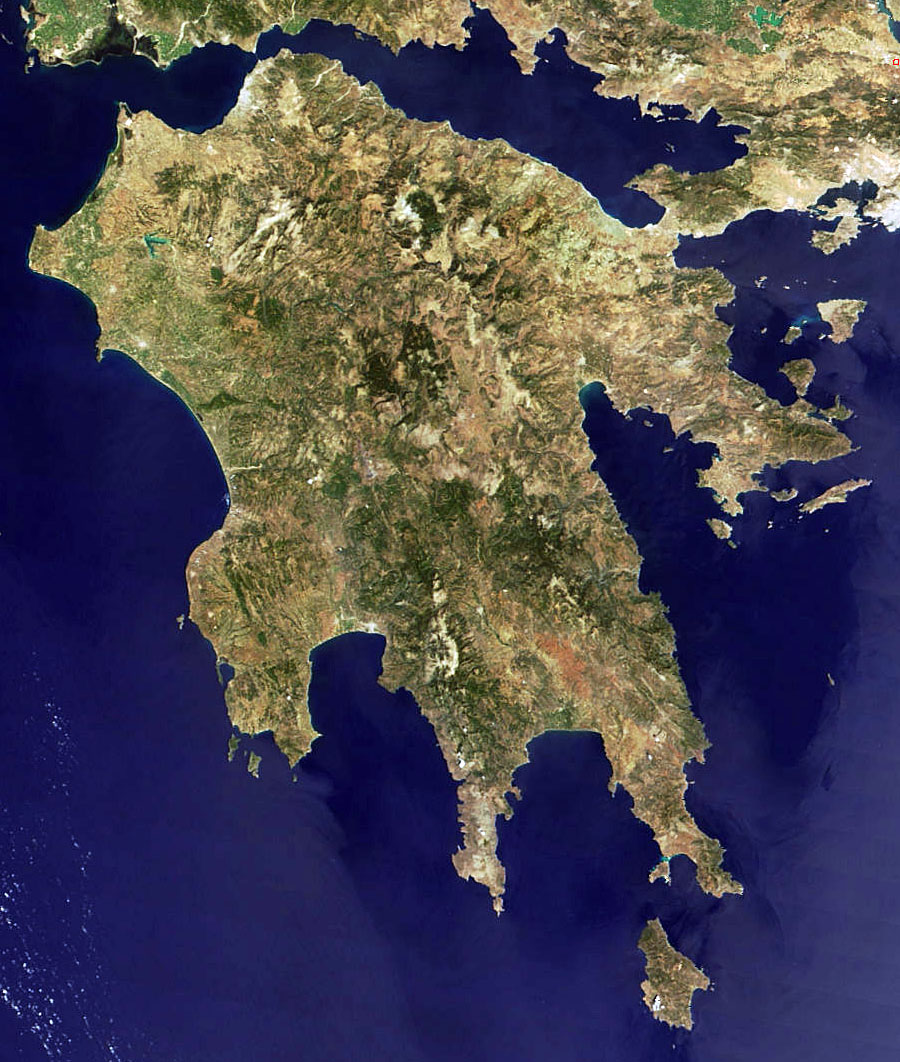
伯罗奔尼撒半岛

伯羅奔尼撒同盟是公元前6世紀中葉古希臘建立的斯巴達同盟制度的現代名稱。 一直持續到公元前4世紀的60年代。該聯盟包括伯羅奔尼撒半島及其他地區的幾個希臘城邦，有時還包括來自其他地區的國家，包括Boeotia，並且由於伯羅奔尼撒戰爭的結果甚至包括雅典。
公元前6世紀初之伯羅奔尼撒同盟與修昔底德和色諾芬著作中所描寫的不同，僅是由防禦性聯盟組成。 聯盟成立初期的個別合約主要是為了避免經常叛亂的黑勞士給斯巴達帶來的危險。 在波希戰爭之前的時期，對外征戰仍由斯巴達人獨自進行。
Lacedaemonians 和他們的戰友與後來建立的聯邦結構的聯繫要鬆散得多，如提洛同盟。 聯邦政府“憲法”的形式存在爭議。 每個成員保留其自主權。 一般認為，斯巴達對其盟國內部事務的干預少於雅典。 然而，偶爾會有干預。 聯盟的成員之間可以結成更緊密的區域聯盟。 斯巴達一直是聯邦的領導者。 其他同盟夥伴承諾同敵同友，與斯巴達作戰，不單獨發動戰爭或締結和平。 原則上，斯巴達人也必須服從多數決定，但在聯邦議會投票之前通常先進行內部斯巴達人投票，然後是盟友。 由於小國對斯巴達的依賴，它們可能會在政治上受到影響，因此可能會推翻科林斯、泰耶阿或Mantineia等中央政權。 斯巴達本身只能在可以擊退來自外部的攻擊或政變的情況下處置盟軍—各國一再拒絕參與此類事件。
伯羅奔尼撒戰爭（公元前431年至404年）後，斯巴達在與盟友互動時愈加表現出帝國主義傾向，據說這導致了同盟的衰落。 公元前 371 年，斯巴達在留克特拉戰役中被擊敗。隨後斯巴達失去了領導地位。 與此同時，由於建立了一個自由的Messḗnē國家，聯邦消除了黑勞士叛亂的危險，從而失去了存在的理由。 伯羅奔尼撒同盟於公元前365年解散。